# Röteltrichterlinge
Die Röteltrichterlinge (Paralepista) sind eine Pilzgattung aus der Ordnung der Champignonartigen. Früher wurden sie zu den Rötelritterlingen (Lepista) gezählt, inzwischen werden sie aber auf der Grundlage von phylogenetischen Untersuchungen als eigene Gattung unterschieden. Zu den Röteltrichterlingen gehören Arten mit sehr gedrängt stehenden, herablaufenden Lamellen und ovalen bis fast runden Sporen. Die Typusart ist der Fuchsige Röteltrichterling.

## Artenliste
| Deutscher Name                    | Wissenschaftlicher Name                   | Autorenzitat                                              |
| --------------------------------- | ----------------------------------------- | --------------------------------------------------------- |
| Trockenrasen-Röteltrichterling    | Paralepista apdita                        | (Dörfelt 1977) Vizzini 2012                               |
| Ockergelber Röteltrichterling     | Paralepista ameliae                       | (Arcang. 1889) Vizzini 2012                               |
| Fuchsiger Röteltrichterling       | Paralepista flaccida =Paralepista inversa | (Sowerby 1799) Vizzini 2012 (Scopoli 1772) Raithelh. 1981 |
| Wasserfleckiger Röteltrichterling | Paralepista gilva                         | (Pers. 1801) Raithelh. 1996                               |
| Ockerbeiger Röteltrichterling     | Paralepista pseudoparilis                 | (Enderle & Contu 2000) Vizzini 2012                       |

## Bedeutung
Die Arten der Gattung sind essbar, allerdings besteht eine hohe Verwechslungsgefahr mit den stark giftigen Arten der Gattung Paralepistopsis wie dem Parfümierten Trichterling.